# L'amore nuovo
L'amore nuovo è un album del cantautore italiano Vincenzo Spampinato, pubblicato dall'etichetta discografica DDD nel 1992.
Il disco, disponibile su long playing, musicassetta e compact disc, vede la partecipazione di Lucio Dalla e Franco Battiato, rispettivamente nei brani Bella e il mare e in quello che dà il titolo all'album. I separati viene inciso nello stesso anno da Irene Fargo.

## Tracce
1. C'e di mezzo il mare
2. Bella e il mare (feat. Lucio Dalla)
3. Primosole
4. Velenoso riso
5. I separati
6. L'amore nuovo (feat. Franco Battiato)
7. E la luna si fermò
8. Milano dei miracoli
9. Quando verrà il 3000